# Тамна продавница
Тамна продавница (такође позната као dark store, dark shop, dark supermarket или dotcom центар) је малопродајни објекат или дистрибутивни центар који постоји искључиво за потребе онлајн куповине. Обично се ради о великом складишту које може служити за пружање услуге „кликни и преузми”, где купац преузима артикле наручене путем интернета, или као платформа за испуњавање наруџбина у оквиру онлајн продаје. Овај формат је започет у Уједињеном Краљевству, а његова популарност се проширила на Француску, затим на остатак Европске уније и Русију, као и на Сједињене Америчке Државе.
До 2021. године, многе компаније су се надметале у пружању брзе доставе прехрамбених производа. У већину њих инвестирано је предузетнички капитал, а компаније су се бориле за удео на тржишту, спремне да на почетку претрпе велике губитке. Професорка Анабела Говер, директорка Центра за дигиталну економију на Универзитету у Сарију, истакла је да индустрија која се нарушава није она за снабдевање храном, већ локална достава. Говерова тврди: „Достава никада није била профитабилна индустрија.”

## Концепт
Тамни супермаркет, који није отворен за јавност, изнутра може изгледати као конвенционални супермаркет, са редовима полица на којима се налазе прехрамбени производи и друга роба. Међутим, пошто не мора да опслужује малопродајне купце, ови објекти нису смештени у главним улицама или тржним центрима, већ углавном на локацијама које су погодне због добрих друмских веза. Зграде су често практичне и неупадљиве споља. Унутра, овакве продавнице не укључују продавце који пружају савете о производима, касе или изложбене просторе на местима продаје.
Након што се наруџбине примљене путем интернета обраде, оне се шаљу на простор продавнице. Ове електронски генерисане наруџбине, обрађене и усмерене према распореду продавнице за оптимално скупљање, прикупљају запослени у продавници, познати као „лични купци” (у жаргону „скупљачи”). Они раде непрекидно како би испунили наруџбине приказане на таблет рачунарима причвршћеним за њихова колица за куповину. Често се истовремено прикупља више наруџбина.
Tesco је у октобру 2013. године отворио „четврту генерацију dotcom продавнице” у Ериту, са много већим асортиманом производа – 30.000 артикала – и већим степеном механизације, при чему се производи доводе до скупљача, уместо да они сами ручно прикупљају појединачне производе. Испуњене наруџбине се затим испоручују купцима возним парком комбија. Одређено доба дана, обично у раним јутарњим сатима, резервисано је за допуну залиха. У Сједињеним Америчким Државама, Toys-R-Us је усвојио верзију модела тамне продавнице, али користи постојеће продавнице као складишта. Традиционалне и онлајн операције се спајају тако што компанија користи своје залихе у продавницама за испоруку онлајн наруџбина.
Иако већина популарних тамних продавница опслужује прехрамбене производе, неке од њих су продавнице одеће, које помажу брендовима да смање трошкове. Тамне продавнице су мање скупе за рад не само зато што се налазе у областима с јефтинијим закупом, већ и због нижих трошкова прикупљања. Прикупљање једне наруџбине у тамној продавници кошта компанију око 12 фунти, што је знатно ниже од 18-20 фунти по наруџбини прикупљеној у традиционалној продавници.
Овај формат је популаран и у Француској, где је, закључно с 2014. годином, око 2.000 тамних продавница функционисало по моделу „кликни и преузми”.

## Раст популарности
Први супермаркет у Великој Британији који је испробао концепт посебне продавнице за онлајн робу био је Sainsbury’s, који је током раних 2000-их имао дистрибутивни центар у Парк Ројалу у Лондону. Међутим, продавница је затворена због малог броја наруџбина. Више од једне деценије касније, у октобру 2013. године, најавили су планове за отварање новог центра у Bromley-By-Bow, у источном Лондону.
Појам „dark store“ први пут се појавио у Великој Британији 2009. године, када је Tesco отворио прве такве продавнице у Кројдону, Сарију и Кенту. У то време, Tesco је примао око 475.000 наруџбина недељно, које су се обрађивале из постојећих малопродајних продавница. Супермаркети су почели да отварају „dark“ продавнице како би помогли у дистрибуцији у географским подручјима са великом потражњом за онлајн доставом. Компаније које користе тамне продавнице обично управљају возним парком камиона за испоруку наруџбина, посебно у урбаним срединама, чиме избегавају ометање рада традиционалних продавница.
Tesco је сматрао да је формат тамне продавнице ефикаснији начин за управљање ширењем онлајн продаје и планирао је да отвори по једну овакву продавницу годишње „у догледној будућности“. До 2013. године, Tesco је отворио шест „dotcom“ центара у Лондону и околини и био одговоран за 47,5% онлајн достава у Великој Британији. Најновија продавница, отворена у Ериту у октобру 2013. године, описана је као „четврта генерација dotcom продавница“ због високог степена механизације – производи се доводе до скупљача, док се расхлађена роба директно транспортује из фрижидера у доставно возило. Продавница у Ериту има асортиман од 30.000 производа и капацитет да обради 4.000 онлајн наруџбина дневно.
У новембру 2012. године, Зои Вуд из The Guardiana известила је да су велики ланци продавница, укључујући Tesco и Waitrose, отворили више тамних продавница у Великој Британији, уз планове за отварање додатних објеката. Waitrose је отворио свој први онлајн дистрибутивни центар на локацији бившег складишта John Lewisa у Лондону у априлу 2011. године, док је у септембру 2013. најавио планове за изградњу другог, наменски грађеног центра у Кулсдону, који би требало да буде отворен 2014. године. Компанија је претходно користила Ocado сервис за дистрибуцију своје робе, али је желела да развије сопствену услугу доставе.
Године 2020, амерички трговац Whole Foods, у власништву Amazona, отворио је своју прву наменски изграђену онлајн тамну продавницу у Бруклину.
У 2021. години, извештај компаније OneStock показао је да је више од 67% потрошача широм Европе користило формат тамних продавница током пандемије COVID-19, било за преузимање робе путем „кликни и преузми“ услуге или путем онлајн доставе. У Великој Британији, подаци Local Data Company показали су да је 8.700 продавница на главним улицама затворено током прве половине 2021. године због пандемије и повећане потражње за онлајн куповином. То је подстакло многе продавце да преусмере своје традиционалне продавнице у центре за обраду онлајн наруџбина. Магазин Internet Retailing је у септембру 2021. известио да је 84% британских потрошача куповало из тамних продавница од почетка пандемије, док је тај проценат био чак 91% у старосној групи од 25 до 44 године.
У јануару 2022. године, Амстердам је обуставио отварање нових тамних продавница због буке и повећаног саобраћаја скутера у близини ових објеката, а изглед продавница оцењен је као непожељан. У мају 2022. године, Њујорк је почео да предузима мере против тамних продавница које су кршиле законе о зонирању, захтевајући од њих да омогуће купцима куповину у продавници или да се преселе у области града намењене за индустријску делатност.